# 1487

## Родени
- 17 юли – Исмаил I, шах на Иран
- 10 септември – Юлий III, римски папа